# ده‌نو (جیرفت)
ده‌نو یا دهنو۱ روستایی در دهستان مسکون بخش جبالبارز شهرستان جیرفت استان کرمان ایران است.

## جمعیت
بر پایه سرشماری عمومی نفوس و مسکن در سال ۱۳۹۵ این روستا بدون جمعیت بوده‌است.